# Svenska mästerskapet i handboll för herrar 1947/1948
Svenska mästerskapet i handboll för herrar 1947/1948 var den 17:e upplagan av svenska mästerskapet i handboll på herrsidan inomhus. Finalen vanns av IFK Kristianstad, som därmed blev svenska mästare i handboll inomhus för andra gången.

## Omgång 1
- IFK Luleå – Sollefteå GIF 9-15
- Upsala Studenters IF – SoIK Hellas 9-10
- Umeå IK – IFK Sundsvall 14-8
- Norrköpings AIS – F 11 Nyköping 7-8
- Uddevalla IS – Skövde AIK 9-22
- Karlstads BIK – Majornas IK 11-10
- Norslunds IF – Sandvikens IF 8-18
- Halmstads HBP – Redbergslids IK 9-15
- Jönköpings BK – IFK Kristianstad 6-8
- Örebro SK – IFK Lidingö 6-11
- Hallstahammars SK – Västerås HF 9-12
- IFK Östersund – Gävle GIK 13-17
- IFK Malmö – IK Heim 11-12
- IFK Karlskrona – Ystads IF 13-8
- IK Göta – Västerås IK 6-12
- Visby IF – Spårvägens HF 11-15

## Omgång 2
- Sollefteå GIF – SoIK Hellas 7-18
- Umeå IK – F 11 Nyköping 6-14
- Skövde AIK – Karlstads BIK 5-8
- Sandvikens IF – Redbergslids IK 4-13
- IFK Kristianstad – Örebro SK 12-9
- Västerås HF – Gävle GIK 14-7
- IK Heim – IFK Karlskrona 4-6
- Västerås IK – Spårvägens HF 13-7

## Kvartsfinaler
- SoIK Hellas – F 11 Nyköping 9-7
- Karlstads BIK – Redbergslids IK 5-10
- IFK Kristianstad – Västerås HF 10-5
- IFK Karlskrona – Västerås IK 5-6

## Semifinaler
Slutspelet (semifinaler, match om tredjepris och finalen) spelades 20-21 mars i Kristianstad Sporthall.
Publik under semifinalerna 1 129 åskådare.
- SoIK Hellas – Redbergslids IK 3-14
- IFK Kristianstad – Västerås IK 12-10

## Match om tredje pris
- Västerås IK – SoIK Hellas 9-6

## Final
Publik under finaldagen (match om tredje pris och final) 1 628 åskådare.
- Redbergslids IK – IFK Kristianstad 7-8 (efter förlängning)